# Kövestető (Mecsek)
Kövestető 463 méter magas csúcs, kilátótoronnyal ellátott kirándulóhely a Kelet-Mecsekben, Hosszúhetény és a Komlóhoz tartozó Zobákpuszta között, hosszúhetényi területen, a Hármashegy közvetlen szomszédságában, Pécstől mintegy 16 kilométerre.

## A szálloda
A csúcs alatt található a közúton megközelíthető és autóbusz meg
állóval is ellátott Natur Hotel Kövestető, szálló és étterem, túrák és kerékpárversenyek gyakori kiindulópontja.  A Kövestető tanösvényen kívül számos turistaút halad el itt, vagy a közelben: a Skóciai Szent Margit zarándokút, a Rochenbauer Pál Dél-Dunántúli Kéktúra út, az Üvegesek útja és a Hármashegyen keresztülvágó zöld kereszt turistaút is.

## A kilátó
2015 nyarán avatták fel a tetőn a 18 méter magas fából és acél kapcsolóelemekből készült kilátótornyot, amelyhez földút vezet és erdei túraúton – a Kövestető tanösvényen – is megközelíthető. A szállodától 600-700 méteres séta felfelé, de nem nagyon meredeken. Más forrás szerint a torony magassága a csúcsáig 24 méter, és a kilátó szintjén 14,6 m magasról tekinthetünk körbe. Kelet felé a Mecsek legnagyobb csúcsaira, a Zengőre és a Hármas-hegyre nyílik kilátás innen és délkelet felé ellátni a Duna kölkedi ágáig, nyugat felé a felhagyott fonolit bányára és Pécsre, déli irányban a Tenkes hegyre, a Szársomlyóra, és még távolabb.  A torony 458 méteres magasságban van, nem pont a Kövestető csúcson, ami innen nyugati irányban 500 méterre található. A kilátó a Mecsekerdő Zrt. számára 2014. évben megítélt támogatásból lehívott 53,8 millió forint felhasználásával épült.

## Geológiája
Magyarországon csak itt (és a közeli Hosszúhetényben), figyelhető meg a felszínen a fonolit kőzet. Az itteni fonolit az alsó kréta korban keletkezett. A bányába mintegy 1,2 kilométer hosszú erdei út vezet, de csak hatósági engedéllyel lehet bemenni tudományos célú kőzetgyűjtésre. A közelben, Vasas irányában azonban lehet fonolitot találni.